# Treillage

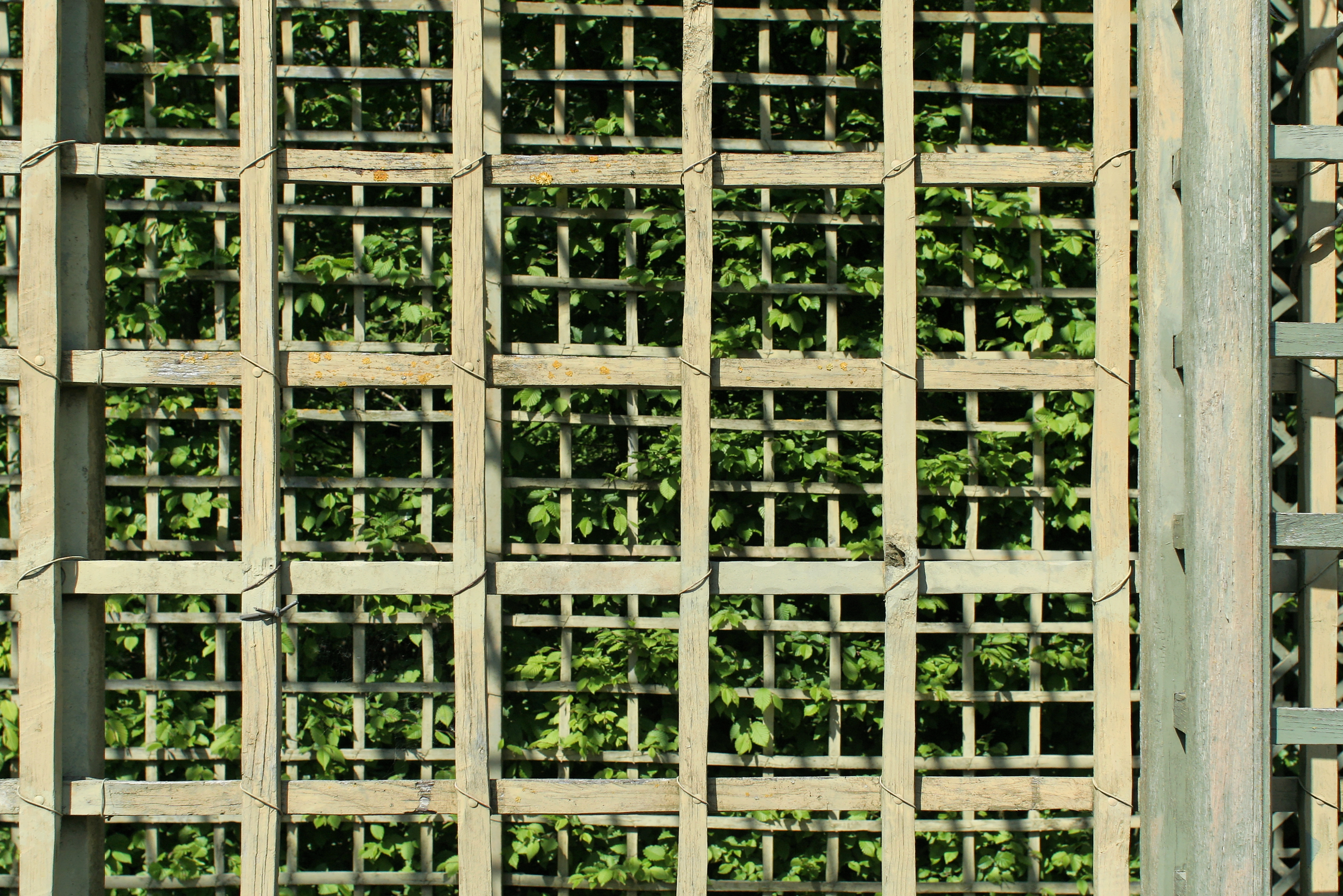
Parc de Versailles, bosquet de l'Encelade, treillage (détail).

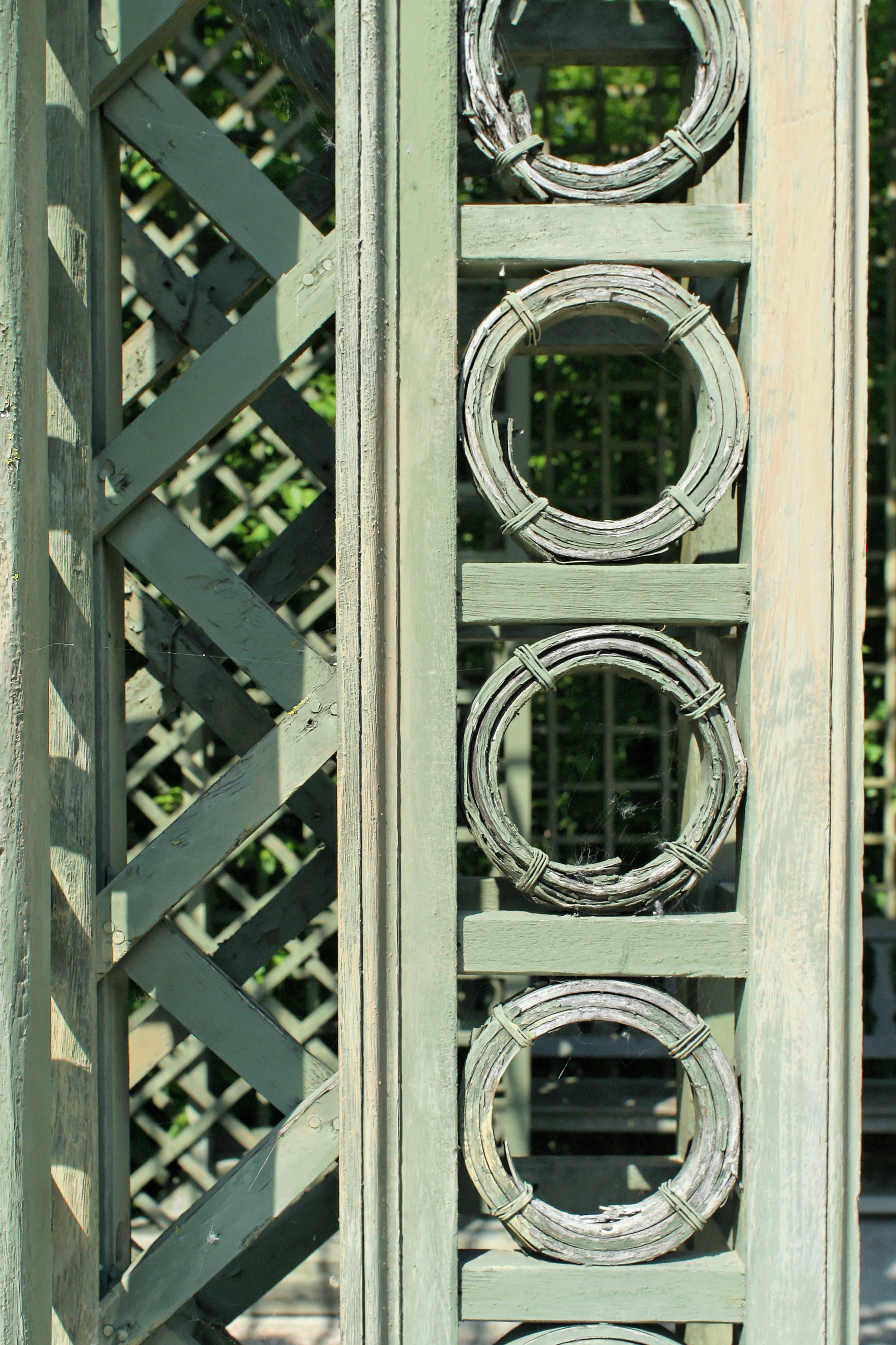
Parc de Versailles, bosquet de l'Encelade, treillage (détail).

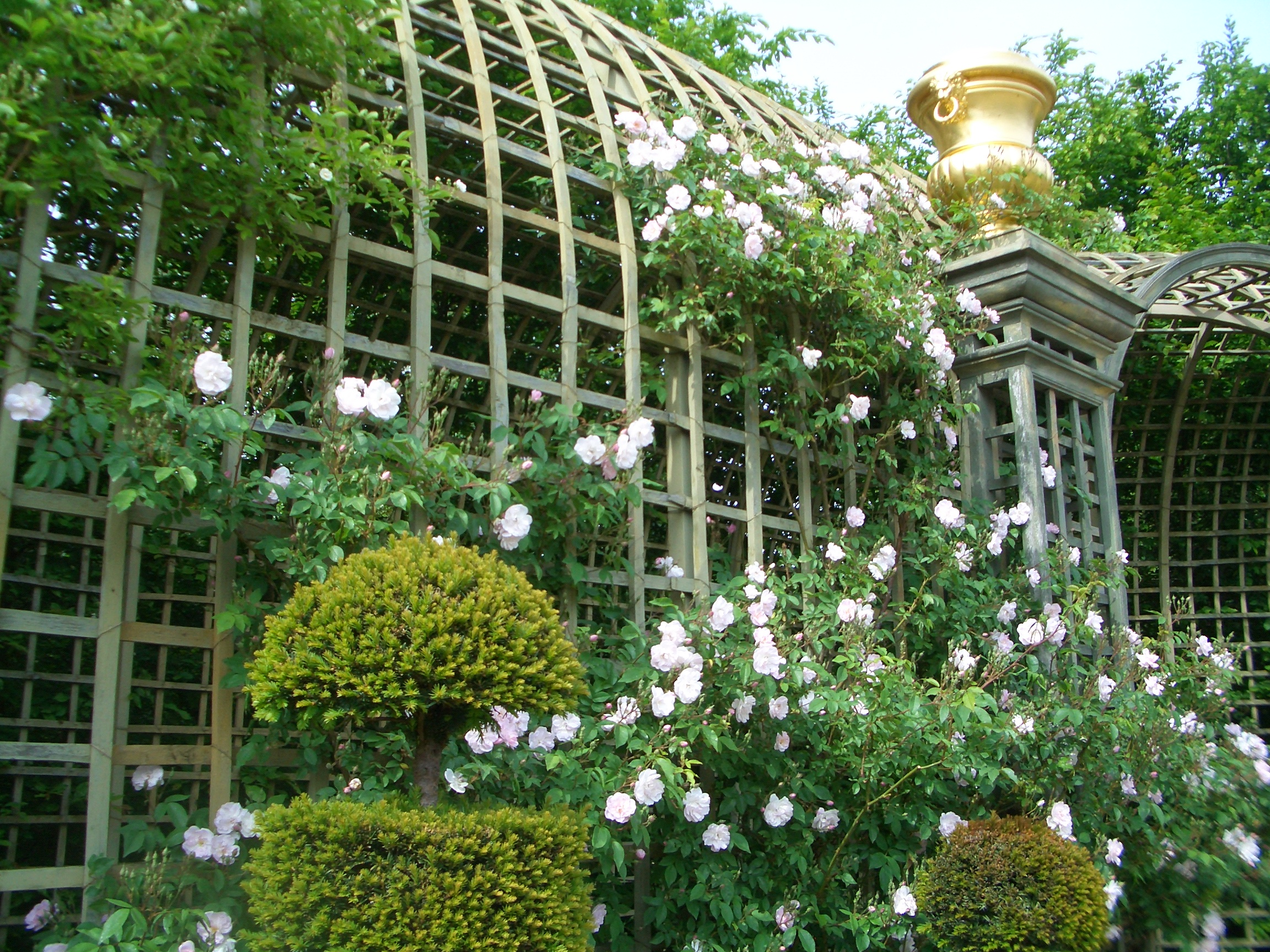
Treillage. Folie à Versailles.

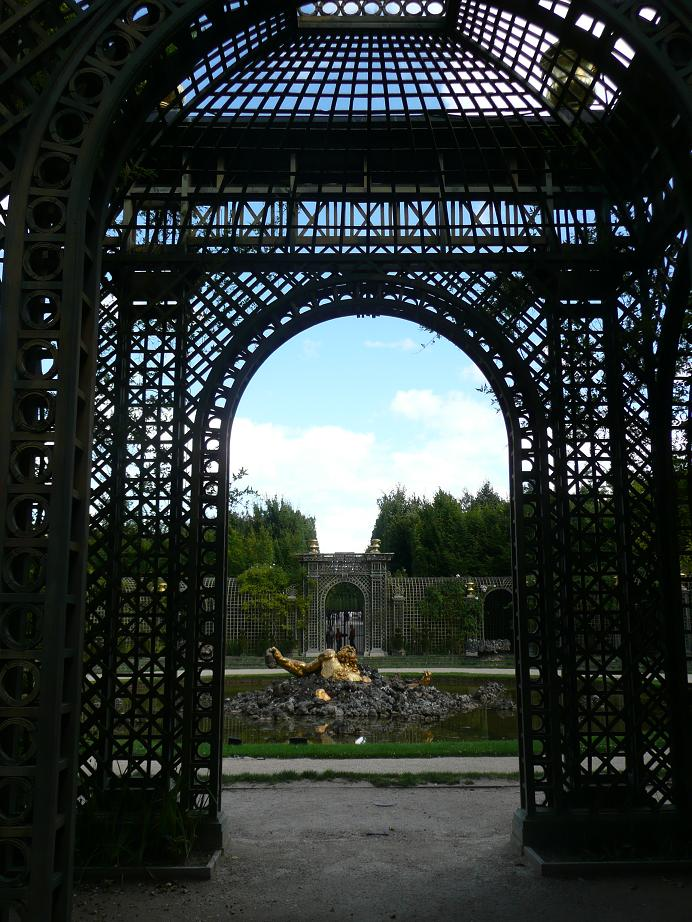
Treillage. Bosquet de l'Encelade.

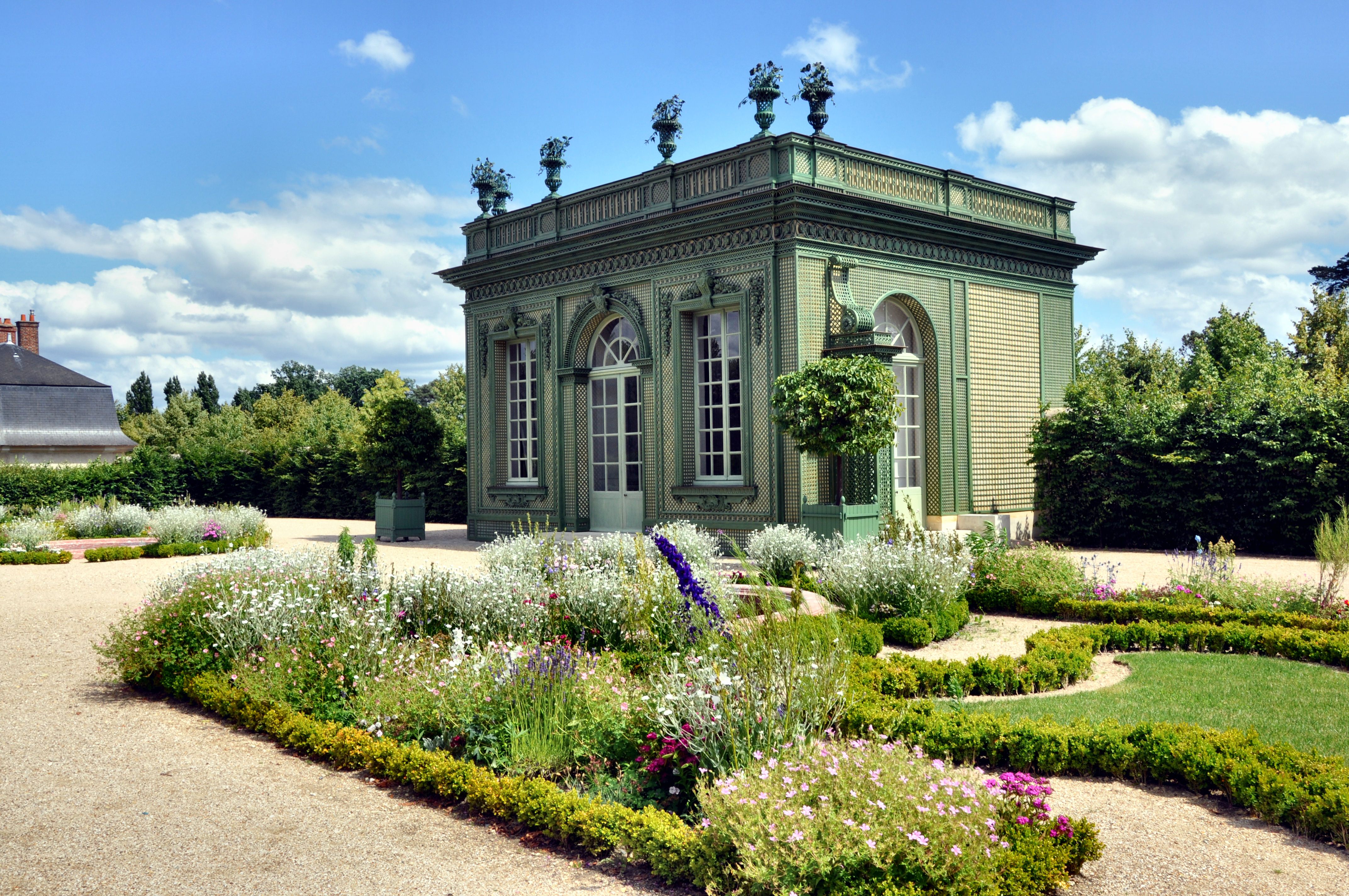
Pavillon frais. Treillage sur les murs.

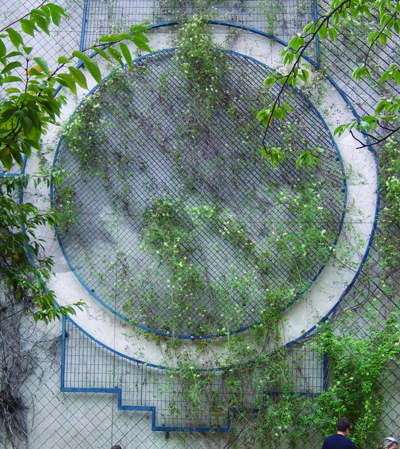
Une horloge végétale, réalisation de Jean-Max Albert pour le square Héloïse-et-Abélard, dans le 13e arrondissement de Paris.

Le treillage désigne un assemblage de tringles, l'ensemble formant des parois ajourées destinées à supporter des plantes grimpantes, les espaliers ou à ménager des séparations, les palis ou palissades. C'est un élément de décoration des jardins dans l'architecture classique.
Le terme treillage désigne l'objet de même que sa mise en œuvre. Le treillageur est l'ouvrier qui plane, dresse et attache les tringles ou échalas pour former le treillage.

## Histoire
Le treillage fut à l'origine destiné à soutenir les treilles ou ceps de vigne d'où lui est venu son nom. On s'en est servi aussi pour soutenir les arbrisseaux d'espaliers, puis pour séparer les routes des taillis et les diverses parties des jardins potagers. Ces sortes de treillages étaient faits par les jardiniers. Mais quand le jardinage fut perfectionné par le André Le Nôtre et Jules Hardouin-Mansart, le treillage en devenant un objet de décoration fut confié à des ouvriers particuliers appelés treillageurs, qui d'abord travaillèrent librement jusqu'en 1769, ensuite furent réunis au corps des menuisiers. Les treillageurs doivent avoir des notions au moins élémentaires des principes d'architecture et de l'art du trait.
Le bosquet de l'Encelade dans les jardins de Versailles, commande de Louis XIV réalisée par André Le Nôtre entre 1675 et 1678, restauré dans son état original en 1998, constitue un remarquable exemple de treillages.

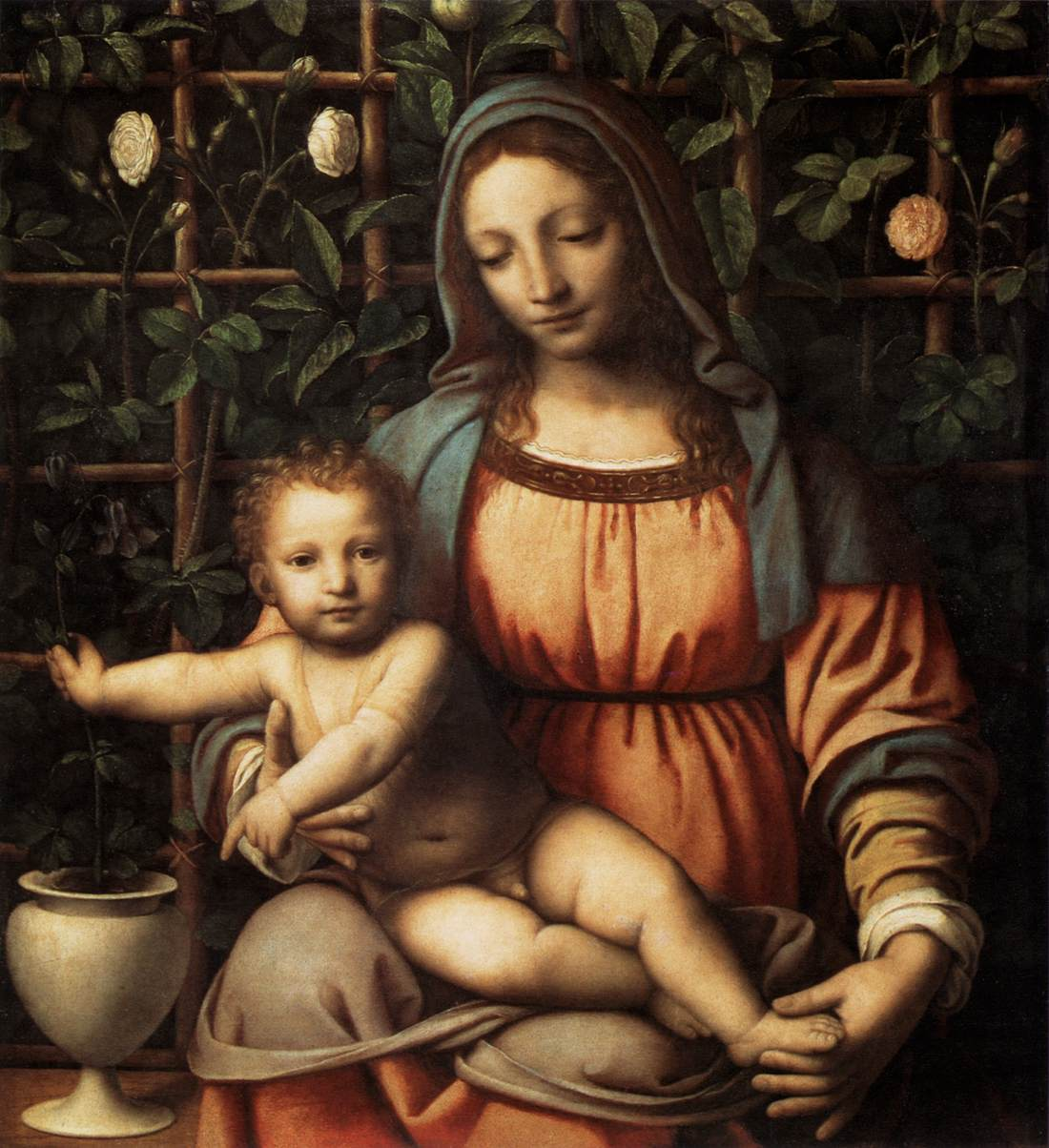
Bernardino Luini, La Vierge de la roseraie.
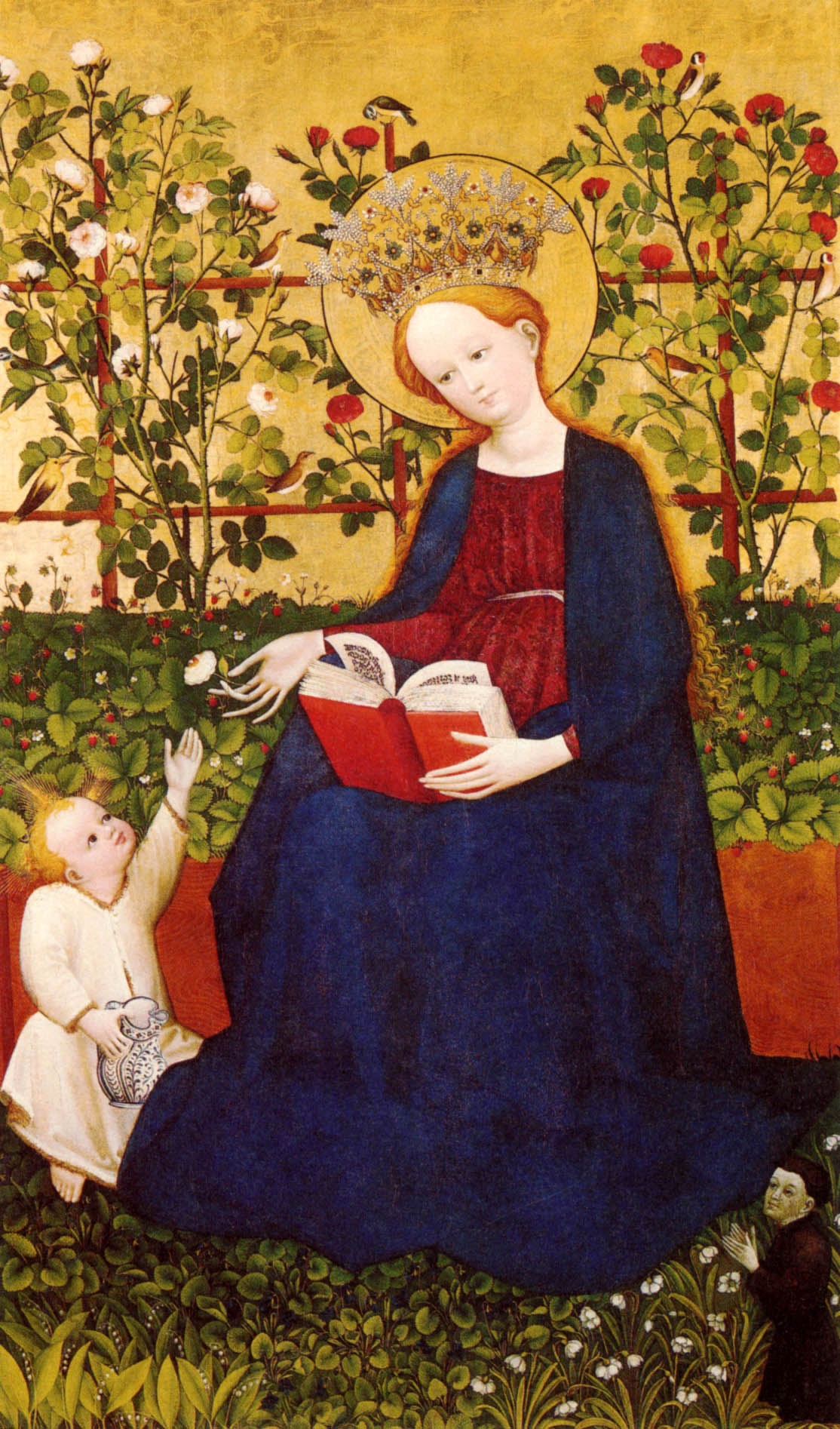
Oberrheinischer Meister -  La Madone aux fraisiers.
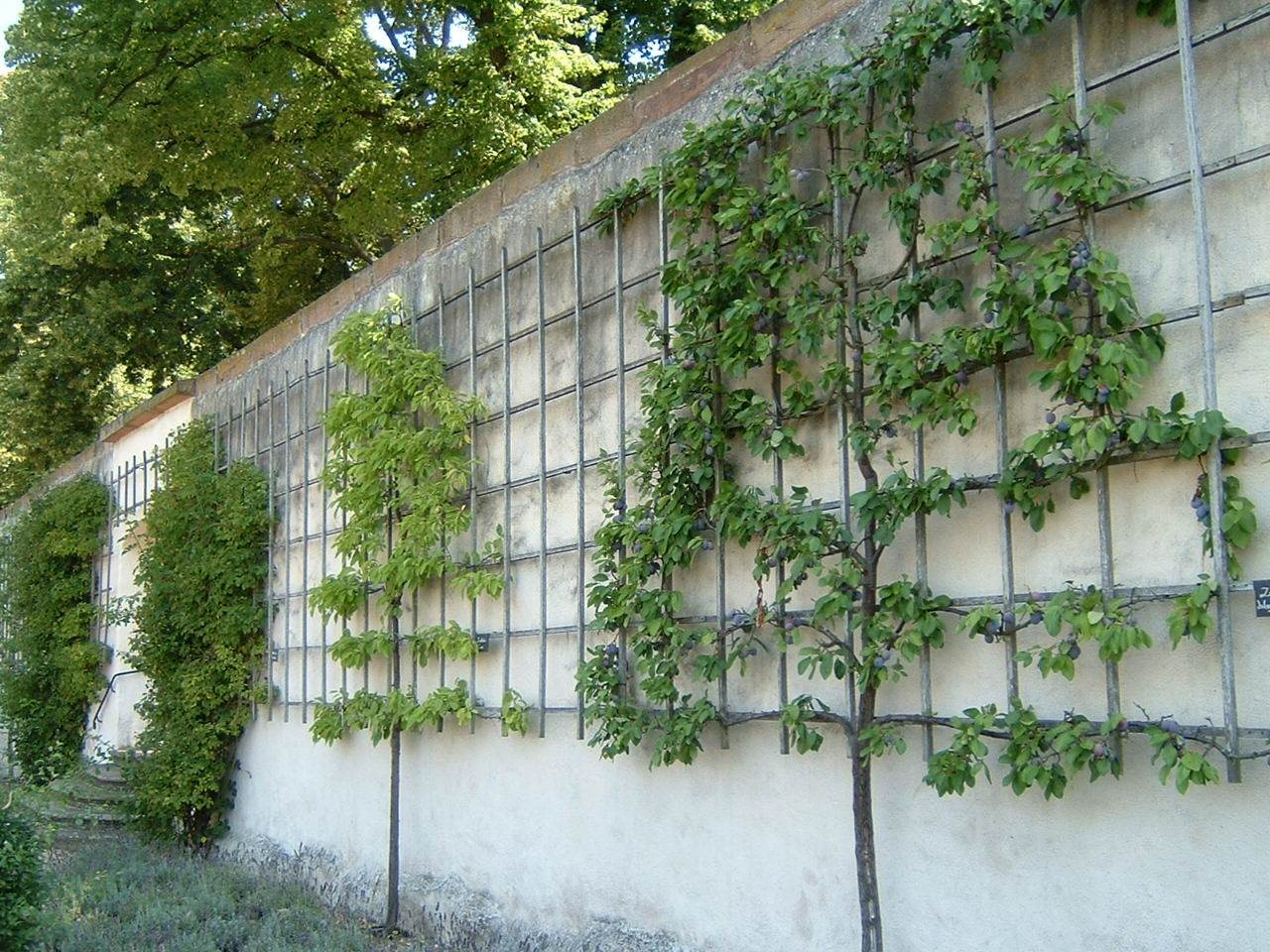
Espalier à Seligenstadt.
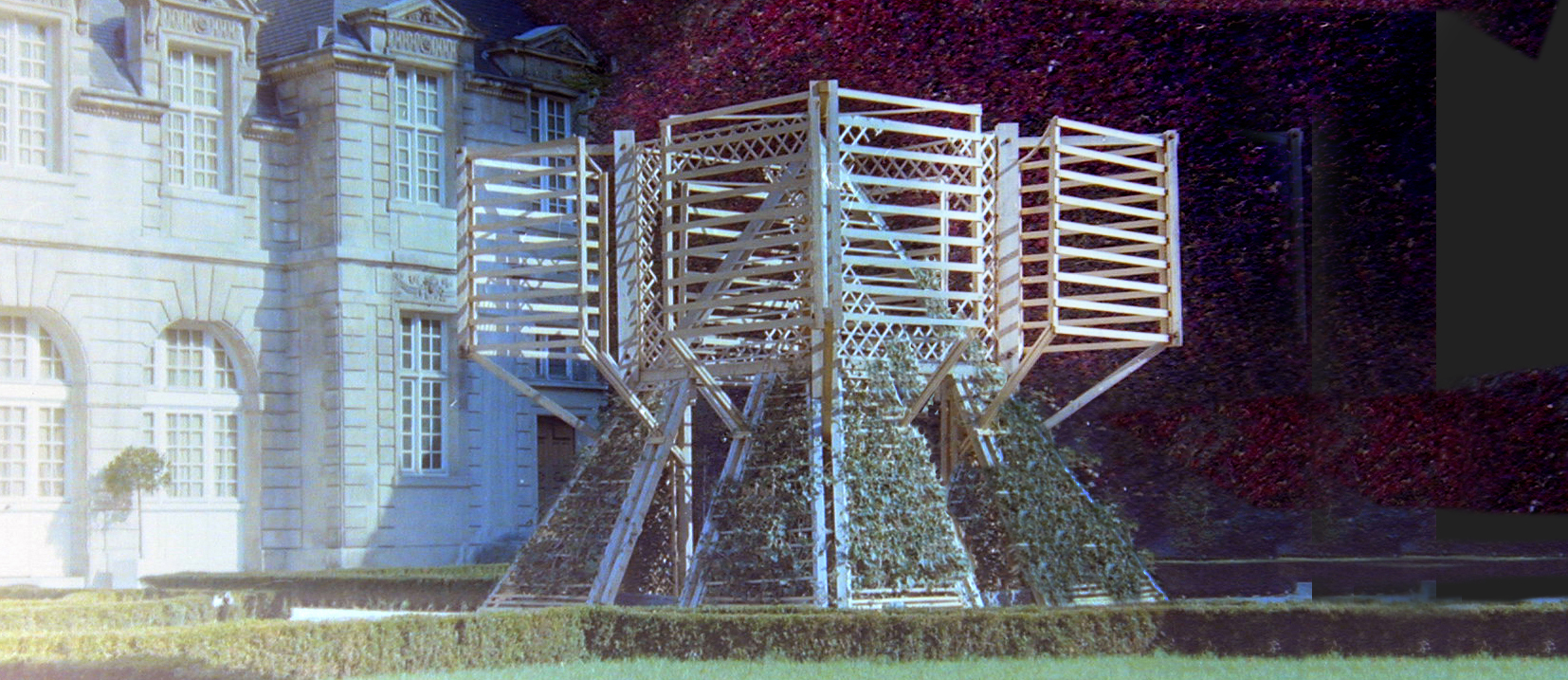
Jean-Max Albert, pavillon de treillage, hôtel de Sully, Paris, 1977.
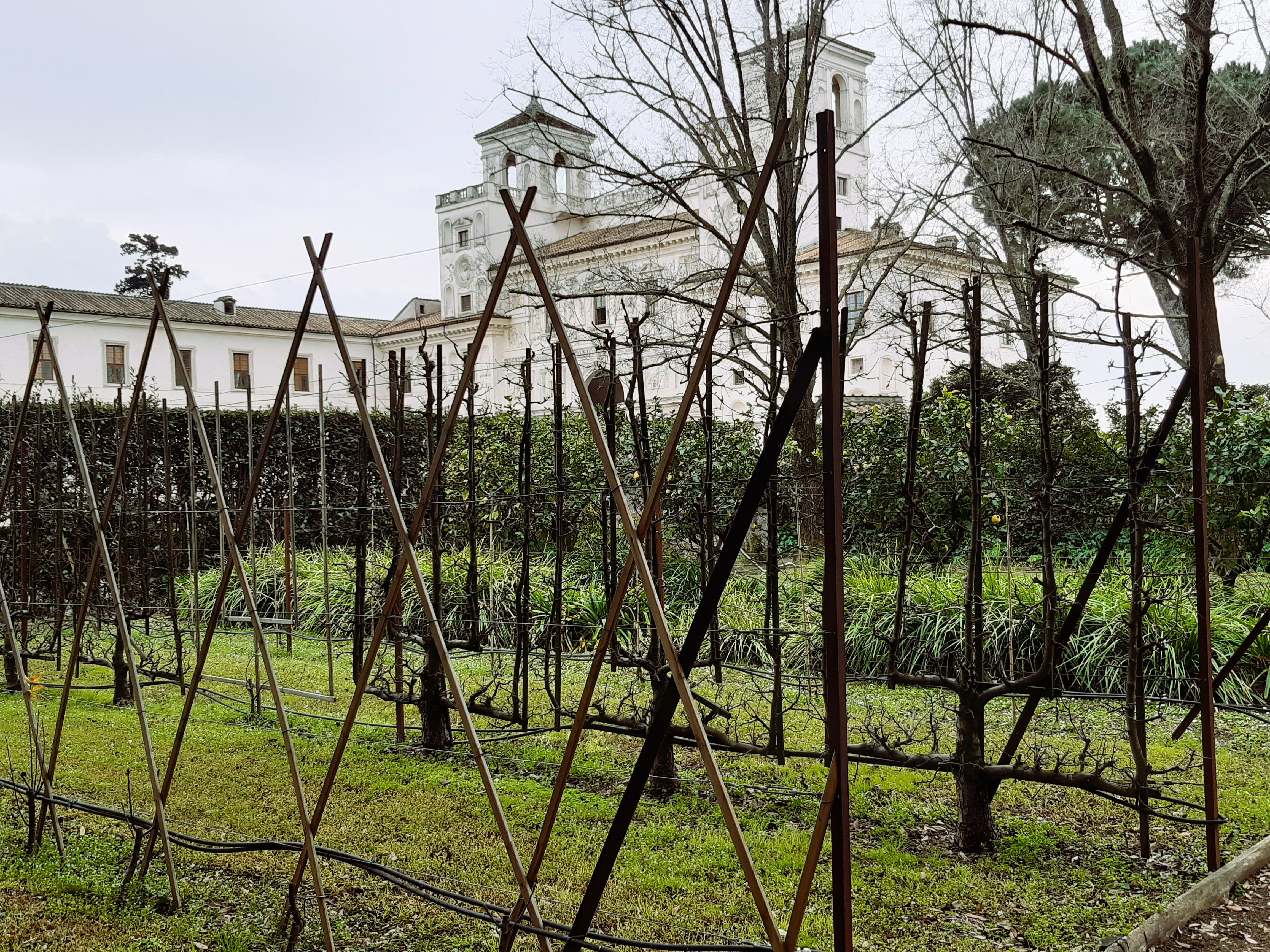
Pommiers en espaliers du jardin de la Villa Médicis à Rome, palissés sur un treillage oblique.

## Vocabulaire du treillage
Fin XVIIIe siècle, le treillage désigne un assemblage de tringles ou échalas liés les uns sur les autres par du fil de fer, et formant entre eux des espaces vides carrés ou losanges - Cette manière d'assembler les tringles se nomme treillage simple - Celui qui représente une rotonde ou autre édifice, des ornements, etc., se nomme treillage de frisage:
- Treillage d'espalier - Treillage qui se fait en revêtement des murs de jardin;
- Treillage de palis ou Palissade - Treillage isolé servant de séparation dans un jardin;
- Treillage d'appui - Treillage qui n'a que la hauteur de deux à trois pieds;

Le bois utilisé de préférence est le châtaignier mais d'autres espèces de bois sont également adaptées au treillage bien qu'on en fasse un usage moins fréquent, tels le frêne, de chêne, ou le sapin.
Les pièces de bois bruts, choisies sans nœud et sans fil, sont fendues en perches de diverses épaisseurs appelées tringles ou échalas selon l'usage qu'on en fait. On utilise pour fendre, le coutre. Les faces des tringles sont ensuite planées, c'est-à-dire dressées avec la plane ».
Les tringles sont alors coupées à longueur et liaisonnées avec du fil de fer. L'ensemble qui se nomme treillage est alors fixé à un assemblages de montants et de traverses nommé bâti et il forme un palis ou une palissade, d'autres sont accolés à un mur et servent de support à des plantes grimpantes ils se forment alors un espalier. Enfin certains treillages sont mis en œuvre pour constituer des rotondes, des couloirs en berceaux, etc.
Éléments de treillage
- Bâti - Montants et traverses en chevrons sur lesquels est attaché un treillage ou un palis isolé[L 2].
- Berceau - Un treillage dont le dessus est terminé par un cintre en forme de voûte[L 2].
- Espalier - (Contre-) Petit treillage à hauteur d'appui à quelque distance d'un mur de jardin, servant à attacher les branches des arbres fruitiers[L 4].
- Doublis ou Redoublis - Nom de la partie basse d'un treillage, dont le vide entre chaque échalas est rempli à une certaine hauteur par d'autres échalas[L 4].
- Frisage - Ouvrages de treillage faits avec des lattes et autres bois très-minces[L 4].
- Garniture - Parties de treillage qui forment différents compartiments, et qui servent à remplir les vides entre les bâtis[L 4].
- Habillure - Joint fait en flûte, c’est-à-dire en pointe par l'extrémité d'un montant de treillage[L 4].
- Maille - Vide carré, oblong, losange, etc., que forment les compartiments de treillage; Mailler - Espacer les échalas d'un treillage par intervalles égaux[L 3].
- Palis - Treillage isolé, le plus souvent fait avec de gros échalas liés les uns contré les autres, servant à clore un terrain[L 3].

Bois
- Botte - Réunion d'un certain nombre d'échalas propres à faire les treillages, contenant ensemble la quantité de trente-six toises linéaires[L 2].
- Copeau - Lames de bois très-minces dressées à la plane, servant à faire des ornements en treillage[L 2].
- Échalas - Morceau de bois de châtaignier, de frêne ou de cœur de chêne, refendu carrément, d'environ un pouce de largeur sur sept lignes d'épaisseur, brut ou plané, et servant à faire les treillages d'espaliers ou les palis[L 4].
- Perche - Baliveau ou une longue branche mince et brute que l'on cloue ou qu'on lie sur des pieux pour faire des palis à jour[L 3].
- Pièce - Morceau de bois brut, qui est sans nœud et sans fil, propre à être fendu en échalas ou tringles[L 3].
- Pieu - Morceau de bois en grume, aiguisé d'un bout et qu'on enfonce en terre, sur lequel on attache des perches pour faire un palis[L 3].
- Poteau - Bout de chevron aiguisé et brûlé d'un bout, qu'on enfonce en terre et qui sert à attacher les échalas d'un palis[L 3].
- Tringle - Perches propres à faire le treillage: elles ont environ neuf sur six lignes de grosseur, et de trois à neuf pieds de longueur; Tringle planée - Celle qui a été dressée sur toutes ses faces avec la plane[L 1].

Fers
- Coudre - Action d'arrêter avec des liens de fil de fer les tringles les unes sur les autres pour former un treillage; Couture - Lien de fil de fer avec lequel on arrête le treillage[L 2].
- Crochet d'espalier ou Clou à crochet - Lame de fer très-mince, coudée d'un bout et ayant un scellement de l'autre, servant à arrêter le treillage sur le mur[L 2].
- Demi livre allongée - Petit clou propre à arrêter les treillages[L 4].
- Fil de fer - Fil étiré à la filière - On en fait usage de deux sortes pour le treillage: le fil de Limoges et le fil normand; Fil nul - Fil de Limoges et le plus fin qui sert, après avoir été recuit, à coudre, c'est-à-dire à lier les échalas; Fil à pointe - Fil normand non recuit avec lequel on fait les pointes servant à arrêter les différentes parties de treillage; Fil recuit - Fil qu'on a fait rougir au feu et qu'on a laissé refroidir lentement pour le rendre plus doux[L 4].
- Pointe - Un bout de gros fil de fer pointu d'un bout, servant à attacher le treillage sur les poteaux ou pieux; Pointe de frisage - De petits bouts de fil de fer sans tête ni pointe, servant à arrêter les bois minces[L 3].
- Recuire - Faire rougir au feu le fil de fer et par ce moyen lui donner plus d'élasticité[L 1].

Outils
- Bigorne - Espèce de petite enclume sur laquelle on dresse et fait la pointe des clous[L 2].
- Chevalet - Espèce de petit banc sur lequel s'élève une petite planchette inclinée traversée par un levier, dont la tête, appuyant sur la planchette, tient la tringle ou l'échalas que l'on veut replanir[L 2].
- Coutre - Outil de fer acéré dont le tranchant est sur la longueur et à deux biseaux - Il sert à fendre le bois brut en échalas[L 2].
- Dressoir - Espèce de banc qui n'a de pied que par un bout avec une équerre en fer, et qui sert à dresser les échalas[L 4].
- Étau - Outil en bois qui se serre par une pédale - Il est propre à tenir le bois qu'on veut planer[L 4].
- Mâchoire - Équerre de fer placée sur le devant du dressoir[L 3].
- Masse - Gros marteau servant à enfoncer les pieux[L 3].
- Navrer - Action de donner un coup de serpette ou faire une hoche à une perche, à un échalas qui sont tortus, afin de les redresser[L 3].
- Pince à matinée - Outil de bois ayant deux branches longues et épaisses, dont l'une est creuse et l'autre bouge, servant à ployer les tringles sans les rompre[L 3].

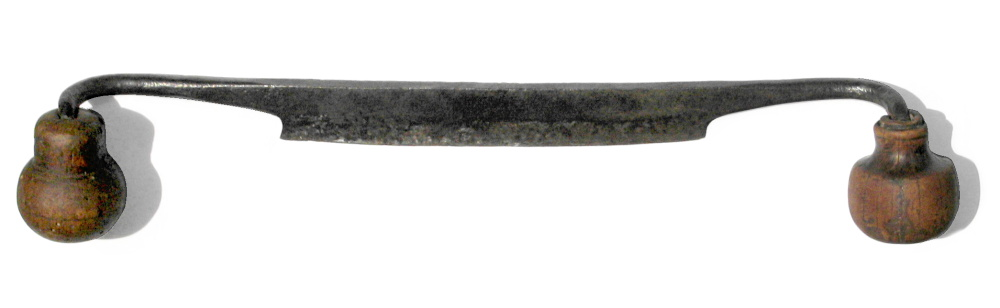
Plane.

- Plane ou Plaine - Outil de fer acéré dont la tranche est sur la longueur et recourbée par les deux bouts, ayant chacun un manche, servant à planer les échalas et à les couper; Planer - Dresser avec la plane chaque face des tringles pour faire du treillage[L 3].
- Scie à main - Scie dont l'arçon ou monture est en fer - Elle s'étend par le moyen d'une vis, et sert à couper les tringles ou échalas[L 1].
- Semence - Broquette ou petit clou à tête plate, servant à attacher diverses parties de treillage[L 1].
- Serpe - Outil à manche de bois servant à couper les tringles de longueur[L 1].
- Tenaille Ou Triquoise - Outil de fer acéré ayant deux branches avec tête aplatie, servant à couper les pointes et à ployer les tringles[L 1].